# Challenger de Yunnan 2013
El ATP China International Tennis Challenge de 2013 es un torneo profesional tenis se juega en canchas de arcilla. Se trata de la segunda edición del torneo que forma parte del ATP Challenger Tour 2013. Se lleva a cabo en Anning, China, entre el 29 de abril y 5 de mayo de 2013.

## Jugadores participantes del cuadro de individuales

### Cabezas de serie
| País                                  | Jugador         | Rank1 | Favorito |
| Bandera de Australia                  | Matthew Ebden   | 136   | 1        |
| Bandera de Bélgica                    | Ruben Bemelmans | 139   | 2        |
| Bandera de la República Popular China | Zhang Ze        | 157   | 3        |
| Bandera de Francia                    | Josselin Ouanna | 158   | 4        |
| Bandera de la República Popular China | Wu Di           | 173   | 5        |
| Bandera de Japón                      | Hiroki Moriya   | 192   | 6        |
| Bandera de Francia                    | Vincent Millot  | 206   | 7        |
| Bandera de Australia                  | Samuel Groth    | 211   | 8        |
| ------------------------------------- | --------------- | ----- | -------- |

- 1 Se ha tomado en cuenta el ranking del 22 de abril de 2013.

### Otros participantes
Los siguientes jugadores recibieron una invitación (wild card), por lo tanto ingresan directamente al cuadro principal (WC):
- Gao Peng
- Li Yu Cheng
- Wang Chuhan
- Wang Ruikai

Los siguientes jugadores ingresan al cuadro principal tras disputar el cuadro clasificatorio (Q):
- Chris Guccione
- Tatsuma Ito
- James Ward
- Zhao Cai

## Jugadores participantes en el cuadro de dobles

### Cabezas de serie
| País                    | Jugador            | País                    | Jugador            | Rank1 | Favorito |
| Bandera de Tailandia    | Sanchai Ratiwatana | Bandera de Tailandia    | Sonchat Ratiwatana | 146   | 1        |
| Bandera de Australia    | Samuel Groth       | Bandera de Australia    | John-Patrick Smith | 255   | 2        |
| Bandera de Australia    | Chris Guccione     | Bandera de Australia    | Matt Reid          | 267   | 3        |
| Bandera de China Taipéi | Lee Hsin-han       | Bandera de China Taipéi | Peng Hsien-yin     | 209   | 4        |
| ----------------------- | ------------------ | ----------------------- | ------------------ | ----- | -------- |

- 1 Se ha tomado en cuenta el ranking del día 22de abril de 2013.

### Otros participantes
Los siguientes jugadores recibieron una invitación (wild card), por lo tanto ingresan directamente al cuadro principal:
- Feng Nian /  Wang Chuhan
- Gao Peng /  Gao Wan
- Tan Hai-Yun /  Wang Ruikai

## Campeones

### Individual Masculino
- Márton Fucsovics  derrotó en la final a  James Ward, 7–5, 3–6, 6–3

### Dobles Masculino
- Victor Baluda /  Dino Marcan derrotaron en la final a  Samuel Groth /  John-Patrick Smith, 6–7(5), 6–4, [10–7]